# Charleston Open
Charleston Open, oficiálně Credit One Charleston Open, je profesionální tenisový turnaj žen hraný v jihokarolínském Charlestonu ve Spojených státech. Založen byl v roce 1973 a představuje tak nejstarší výlučně ženský profesionální turnaj v Americe. Na okruhu WTA Tour se od sezóny 2021 řadí do kategorie WTA 500.
V roce 2018 se vlastníkem turnaje stal miliardář Benjamin Navarro, otec tenistky Emmy Navarrové, který uskutečnil akvizici prostřednictvím rodinné společnosti Beemok Capital.

## Historie
Turnaj byl založen roku 1973 v Hilton Head. Premiérový ročník vyhrála členka „původní devítky“ rebelujících hráček Rosie Casalsová, jejíž výdělek 30 tisíc dolarů byl do té doby nejvyšší odměnou v ženském tenise. Výhrou v semifinále ukončila šňůru 17 porážek proti Billie Jean Kingové. V následném boji o titul zdolala Nancy Richeyovou. V sezóně 1975 se turnaj přestěhoval do Amelia Island. Po dvou ročnících se vrátil do původního dějiště v Hilton Head, kde setrval až do sezóny 2000. Od roku 2001 probíhá na ostrově Daniel Island v jihoarolínském Charlestonu.
V rámci okruhu WTA Tour se turnaj od sezóny 2021 řadí do kategorie WTA 500. Mezi lety 2009–2020 se konal v kategorii Premier. Probíhá každoročně v dubnovém termínu v areálu Family Circle Tennis Center, který obsahuje otevřené dvorce se zelenou antukou. Představuje jedinou událost na profesionálním okruhu WTA Tour hranou na této, tzv. Har-Tru variantě antuky.

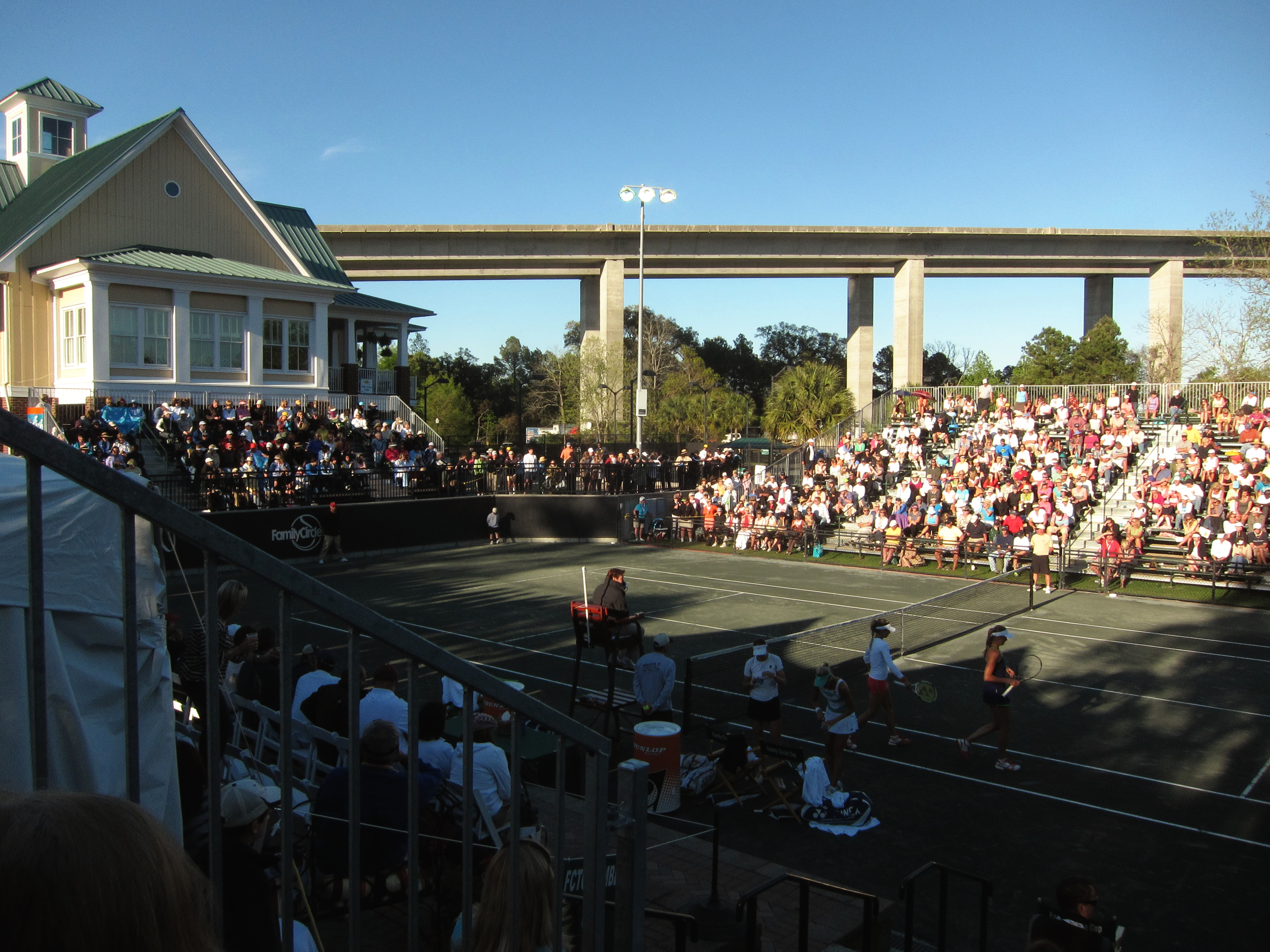
Dvorec areálu

V roce 2012 proběhl jubilejní čtyřicátý ročník. Při této příležitosti byl centrální dvorec pojmenován po bývalé americké tenistce Billie Jean Kingové. Do soutěže dvouhry nastupuje padesát šest hráček a čtyřhry se účastní šestnáct párů. Nejvíce singlových titulů si připsala bývalá světová jednička a Američanka Chris Evertová, která v 70. a 80. letech dvacátého století vyhrála osmkrát, z toho pětkrát v řadě. Nenasazenými šampionkami turnaje se staly Iva Majoliová (2002), Justine Heninová (2005) Darja Kasatkinová (2017) a  Danielle Collinsová (2024). Čtyři tenistky ovládly navazující Miami Open a Charleston Open během jednoho kalendářního roku, a to Steffi Grafová (1993), Martina Hingisová (1997). Serena Williamsová (2008 a 2013) a Danielle Collinsová (2024).
V letech 1973–2015 nesl turnaj název Family Circle Cup. V sezóně 2016 se generálním sponzorem stala automobilka Volvo, což se odrazilo v pojmenování Volvo Car Open. Dvouhru ročníku 2017 vyhrála Ruska Darja Kasatkinová a čtyřhru ovládl americko-český pár Bethanie Matteková-Sandsová a Lucie Šafářová. V červnu 2020 se kvůli přerušení okruhu WTA Tour v důsledku pandemie koronaviru konala pouze šestidenní týmová exhibice pro 16 hráček, které startovaly v družstvech míru a laskavosti (Team Peace vs. Team Kindness). Turnaj byl organizován jako charitativní akce na podporu charlestonské lékařské univerzity, která zajišťovala lékařský dohled. Mírový tým kapitánky Bethanie Mattek-Sandsové vyhrál nad výběrem laskavosti vedeným Madison Keysovou. V únoru 2021 organizátoři učinili rozhodnutí na základě průběhu infekce, že se dubnový Volvo Car Open 2021 odehraje bez diváků. V týdnu po jeho skončení proběhl v témže areálu samostatný turnaj s jednoletou licencí, MUSC Health Women's Open 2021, dodatečně zařazený kvůli pokračující koronavirové pandemii a zrušení řady turnajů.

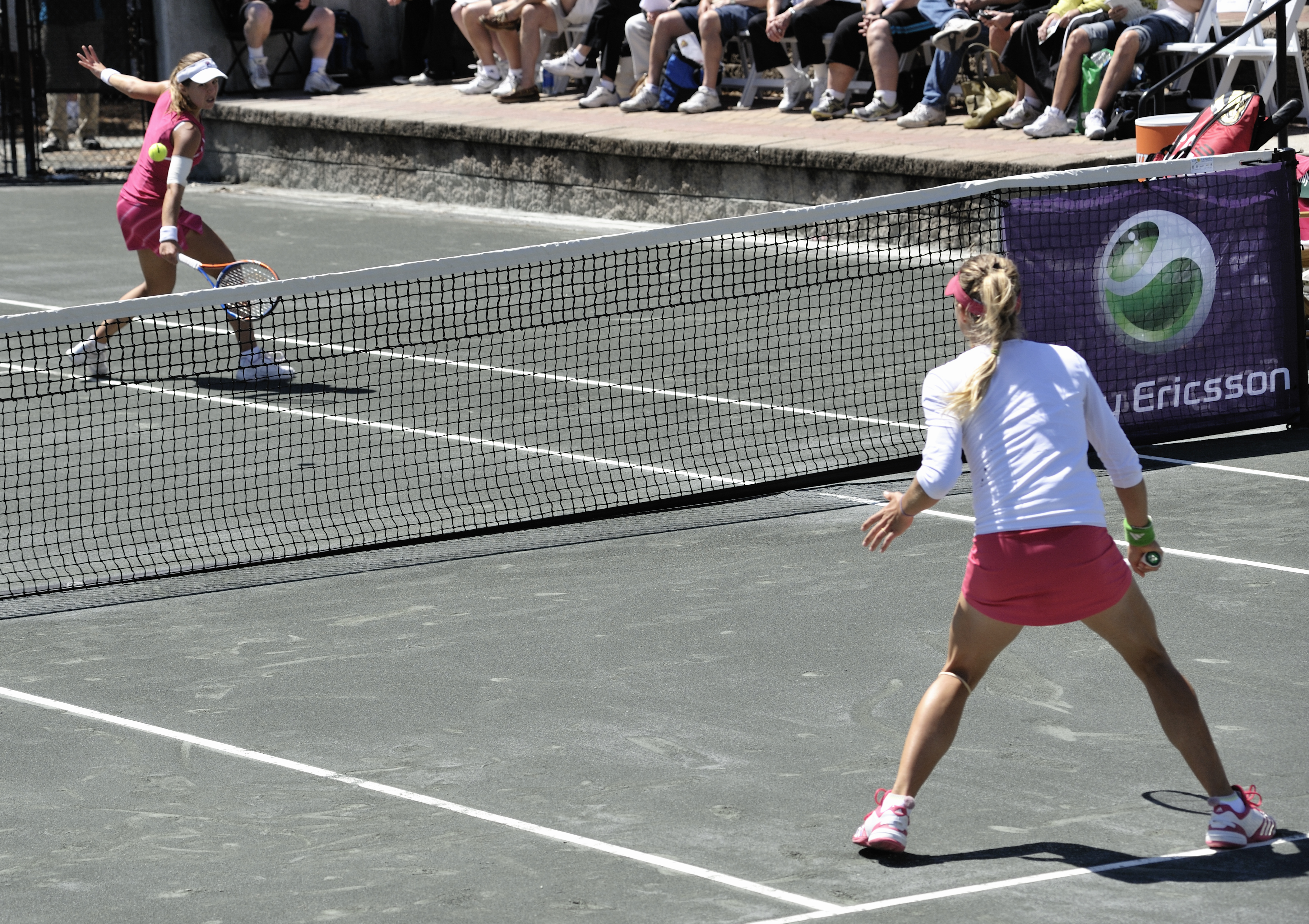
Anna Tatišviliová (vlevo) proti Marii Kirilenkové, 2011

V roce 2022 byla dokončena rekonstrukce areálu Family Circle Tennis Center včetně hlavní budovy Stage House, rozšíření zeleně a navýšení kapacity centrkurtu o 3,5 tisíců míst na celkových 11 tisíc diváků. Titulárním partnerem se poprvé stal bankovní dům Credit One Bank se sídlem v Las Vegas, který vystřídal švédskou automobilku. V roce 2023 se poprvé od Italian Open 2018 ve finále jednoho turnaje utkaly stejné hráčky podruhé v řadě, Džabúrová s Bencicovou. V roce 2023 rovněž postoupily čtyři nejvýše nasazené do semifinále a navázaly tak na ročník 2000, kdy k tomu došlo také.
V den finále ročníku 2025 bylo prodlouženo titulární partnerství turnaje s Credit One Bank do roku 2031. Majitel události Ben Navarro se zavázal od roku 2026 vyplácet hráčkám stejné odměny v úrovni WTA 500, jaké náleželi mužům v odpovídající kategorii ATP 500. Charleston Open se tak stal prvním ženským turnajem, jenž dobrovolně přistoupil na vyrovnání prize money s odpovídající úrovní mužů, znamenající meziroční nárůst dotace z 1,1 na více než 2 miliony dolarů v roce 2026. Řídící organizace mužského tenisu ATP a ženská WTA se zavázaly vyrovnat do roku 2033 odměny všech jednotýdenních událostí v kategoriích ATP/WTA 500 a ATP/WTA 1000.

## Vývoj názvu turnaje
- 1973–2015: Family Circle Cup
- 2016–2021: Volvo Car Open
- od 2022: Credit One Charleston Open

## Přehled finále

### Dvouhra
| Rok  | vítězka                                              | finalistka                                           | výsledek                                             |
| ---- | ---------------------------------------------------- | ---------------------------------------------------- | ---------------------------------------------------- |
| 1973 | Rosie Casalsová                                      | Nancy Richeyová                                      | 3–6, 6–1, 7–5                                        |
| 1974 | Chris Evertová                                       | Kerry Melvilleová                                    | 6–1, 6–3                                             |
| 1975 | Chris Evertová (2)                                   | Martina Navrátilová                                  | 7–5, 6–4                                             |
| 1976 | Chris Evertová (3)                                   | Kerry Reidová                                        | 6–2, 6–2                                             |
| 1977 | Chris Evertová (4)                                   | Billie Jean Kingová                                  | 6–0, 6–1                                             |
| 1978 | Chris Evertová (5)                                   | Kerry Reidová                                        | 6–2, 6–0                                             |
| 1979 | Tracy Austinová                                      | Kerry Reidová                                        | 7–6(7–3), 7–6(9–7)                                   |
| 1980 | Tracy Austinová (2)                                  | Regina Maršíková                                     | 3–6, 6–1, 6–0                                        |
| 1981 | Chris Evertová (6)                                   | Pam Shriverová                                       | 6–3, 6–2                                             |
| 1982 | Martina Navrátilová                                  | Andrea Jaegerová                                     | 6–4, 6–2                                             |
| 1983 | Martina Navrátilová (2)                              | Tracy Austinová                                      | 5–7, 6–1, 6–0                                        |
| 1984 | Chris Evertová (7)                                   | Claudia Kohdeová-Kilschová                           | 6–2, 6–3                                             |
| 1985 | Chris Evertová (8)                                   | Gabriela Sabatini                                    | 6–4, 6–0                                             |
| 1986 | Steffi Grafová                                       | Chris Evertová                                       | 6–4, 7–5                                             |
| 1987 | Steffi Grafová (2)                                   | Manuela Malejeva-Fragnièreová                        | 6–2, 4–6, 6–3                                        |
| 1988 | Martina Navrátilová (3)                              | Gabriela Sabatini                                    | 6–1, 4–6, 6–4                                        |
| 1989 | Steffi Grafová (3)                                   | Nataša Zverevová                                     | 6–1, 6–1                                             |
| 1990 | Martina Navrátilová (4)                              | Jennifer Capriatiová                                 | 6–2, 6–4                                             |
| 1991 | Gabriela Sabatini                                    | Leila Meschiová                                      | 6–1, 6–1                                             |
| 1992 | Gabriela Sabatini (2)                                | Conchita Martínezová                                 | 6–1, 6–4                                             |
| 1993 | Steffi Grafová (4)                                   | Arantxa Sánchezová Vicariová                         | 7–6(10–8), 6–1                                       |
| 1994 | Conchita Martínezová                                 | Nataša Zverevová                                     | 6–4, 6–0                                             |
| 1995 | Conchita Martínezová (2)                             | Magdalena Malejevová                                 | 6–1, 6–1                                             |
| 1996 | Arantxa Sánchezová Vicariová                         | Barbara Paulusová                                    | 6–2, 2–6, 6–2                                        |
| 1997 | Martina Hingisová                                    | Monika Selešová                                      | 3–6, 6–3, 7–6(7–5)                                   |
| 1998 | Amanda Coetzerová                                    | Irina Spîrleaová                                     | 6–3, 6–4                                             |
| 1999 | Martina Hingisová (2)                                | Anna Kurnikovová                                     | 6–4, 6–3                                             |
| 2000 | Mary Pierceová                                       | Arantxa Sánchezová Vicariová                         | 6–1, 6–0                                             |
| 2001 | Jennifer Capriatiová                                 | Martina Hingisová                                    | 6–0, 4–6, 6–4                                        |
| 2002 | Iva Majoliová                                        | Patty Schnyderová                                    | 7–6(7–5), 6–4                                        |
| 2003 | Justine Heninová                                     | Serena Williamsová                                   | 6–3, 6–4                                             |
| 2004 | Venus Williamsová                                    | Conchita Martínezová                                 | 2–6, 6–2, 6–1                                        |
| 2005 | Justine Heninová (2)                                 | Jelena Dementěvová                                   | 7–5, 6–4                                             |
| 2006 | Naděžda Petrovová                                    | Patty Schnyderová                                    | 6–3, 4–6, 6–1                                        |
| 2007 | Jelena Jankovićová                                   | Dinara Safinová                                      | 6–2, 6–2                                             |
| 2008 | Serena Williamsová                                   | Věra Zvonarevová                                     | 6–4, 3–6, 6–3                                        |
| 2009 | Sabine Lisická                                       | Caroline Wozniacká                                   | 6–2, 6–4                                             |
| 2010 | Samantha Stosurová                                   | Věra Zvonarevová                                     | 6–0, 6–3                                             |
| 2011 | Caroline Wozniacká                                   | Jelena Vesninová                                     | 6–2, 6–3                                             |
| 2012 | Serena Williamsová (2)                               | Lucie Šafářová                                       | 6–0, 6–1                                             |
| 2013 | Serena Williamsová (3)                               | Jelena Jankovićová                                   | 3–6, 6–0, 6–2                                        |
| 2014 | Andrea Petkovicová                                   | Jana Čepelová                                        | 7–5, 6–2                                             |
| 2015 | Angelique Kerberová                                  | Madison Keysová                                      | 6–2, 4–6, 7–5                                        |
| 2016 | Sloane Stephensová                                   | Jelena Vesninová                                     | 7–6(7–4), 6–2                                        |
| 2017 | Darja Kasatkinová                                    | Jeļena Ostapenková                                   | 6–3, 6–1                                             |
| 2018 | Kiki Bertensová                                      | Julia Görgesová                                      | 6–2, 6–1                                             |
| 2019 | Madison Keysová                                      | Caroline Wozniacká                                   | 7–6(7–5), 6–3                                        |
| 2020 | Charitativní exhibice týmů kvůli pandemii covidu-19. | Charitativní exhibice týmů kvůli pandemii covidu-19. | Charitativní exhibice týmů kvůli pandemii covidu-19. |
| 2021 | Veronika Kuděrmetovová                               | Danka Kovinićová                                     | 6–4, 6–2                                             |
| 2022 | Belinda Bencicová                                    | Ons Džabúrová                                        | 6–1, 5–7, 6–4                                        |
| 2023 | Ons Džabúrová                                        | Belinda Bencicová                                    | 7–6(8–6), 6–4                                        |
| 2024 | Danielle Collinsová                                  | Darja Kasatkinová                                    | 6–2, 6–1                                             |
| 2025 | Jessica Pegulaová                                    | Sofia Keninová                                       | 6–3, 7–5                                             |

### Čtyřhra
| Rok  | vítězky                                                | finalistky                                           | výsledek                                             |
| ---- | ------------------------------------------------------ | ---------------------------------------------------- | ---------------------------------------------------- |
| 1973 | Françoise Dürrová Betty Stöveová                       | Rosie Casalsová Billie Jean Kingová                  | 3–6, 6–4, 6–3                                        |
| 1974 | Rosie Casalsová Olga Morozovová                        | Helen Gourlayová Karen Krantzckeová                  | 6–2, 6–1                                             |
| 1975 | Evonne Goolagong Cawleyová Virginia Wadeová            | Rosie Casalsová Olga Morozovová                      | 4–6, 6–4, 6–2                                        |
| 1976 | Ilana Klossová Linky Boshoffová                        | Kathy Kuykendallová Valerie Ziegenfussová            | 6–3, 6–2                                             |
| 1977 | Rosie Casalsová (2) Chris Evertová                     | Françoise Dürrová Virginia Wadeová                   | 1–6, 6–2, 6–3                                        |
| 1978 | Billie Jean Kingová Martina Navrátilová                | Mona Guerrantová Greer Stevensová                    | 6–3, 7–5                                             |
| 1979 | Rosie Casalsová (3) Martina Navrátilová (2)            | Françoise Dürrová Betty Stöveová                     | 6–4, 7–5                                             |
| 1980 | Kathy Jordanová Anne Smithová                          | Candy Reynoldsová Paula Smithová                     | 6–2, 6–1                                             |
| 1981 | Rosie Casalsová (4) Wendy Turnbullová                  | Mima Jaušovecová Pam Shriverová                      | 7–5, 7–5                                             |
| 1982 | Martina Navrátilová (3) Pam Shriverová                 | JoAnne Russellová Virginia Ruziciová                 | 6–1, 6–2                                             |
| 1983 | Martina Navrátilová (4) Candy Reynoldsová              | Andrea Jaegerová Paula Smithová                      | 6–2, 6–3                                             |
| 1984 | Claudia Kohdeová-Kilschová Hana Mandlíková             | Anne Hobbsová Sharon Walshová                        | 7–5, 6–2                                             |
| 1985 | Rosalyn Fairbanková Pam Shriverová (2)                 | Světlana Parchomenková Larisa Savčenková             | 6–4, 6–1                                             |
| 1986 | Chris Evertová (2) Anne Whiteová                       | Steffi Grafová Catherine Tanvierová                  | 6–3, 6–3                                             |
| 1987 | Mercedes Pazová Eva Pfaffová                           | Zina Garrisonová Lori McNeilová                      | 7–6(8–6), 7–5                                        |
| 1988 | Lori McNeilová Martina Navrátilová (5)                 | Claudia Kohdeová-Kilschová Gabriela Sabatini         | 6–2, 2–6, 6–3                                        |
| 1989 | Hana Mandlíková Martina Navrátilová (6)                | Mary-Lou Danielsová Wendy Whiteová                   | 6–4, 6–1                                             |
| 1990 | Martina Navrátilová (7) Arantxa Sánchezová Vicariová   | Mercedes Pazová Nataša Zverevová                     | 6–2, 6–1                                             |
| 1991 | Claudia Kohdeová-Kilschová (2) Nataša Zverevová        | Mary-Lou Danielsová Lise Gregoryová                  | 6–4, 6–0                                             |
| 1992 | Arantxa Sánchezová Vicariová (2) Nataša Zverevová (2)  | Larisa Neilandová Jana Novotná                       | 6–4, 6–2                                             |
| 1993 | Gigi Fernándezová Nataša Zverevová (3)                 | Katrina Adamsová Manon Bollegrafová                  | 6–3, 6–1                                             |
| 1994 | Lori McNeilová (2) Arantxa Sánchezová Vicariová (3)    | Gigi Fernándezová Nataša Zverevová                   | 6–4, 4–1skreč                                        |
| 1995 | Nicole Arendtová Manon Bollegrafová                    | Gigi Fernándezová Nataša Zverevová                   | 0–6, 6–3, 6–4                                        |
| 1996 | Jana Novotná Arantxa Sánchezová Vicariová (4)          | Gigi Fernándezová Mary Joe Fernandezová              | 6–2, 6–3                                             |
| 1997 | Mary Joe Fernandezová Martina Hingisová                | Lindsay Davenportová Jana Novotná                    | 7–5, 4–6, 6–1                                        |
| 1998 | Conchita Martínezová Patricia Tarabiniová              | Lisa Raymondová Rennae Stubbsová                     | 3–6, 6–4, 6–4                                        |
| 1999 | Jelena Lichovcevová Jana Novotná (2)                   | Barbara Schettová Patty Schnyderová                  | 6–1, 6–4                                             |
| 2000 | Virginia Ruano Pascualová Paola Suárezová              | Conchita Martínezová Patricia Tarabiniová            | 7–5, 6–3                                             |
| 2001 | Lisa Raymondová Rennae Stubbsová                       | Virginia Ruano Pascualová Paola Suárezová            | 5–7, 7–6(7–5), 6–3                                   |
| 2002 | Lisa Raymondová (2) Rennae Stubbsová (2)               | Alexandra Fusaiová Caroline Visová                   | 6–4, 3–6, 7–6(7–4)                                   |
| 2003 | Virginia Ruano Pascualová (2) Paola Suárezová (2)      | Janette Husárová Conchita Martínezová                | 6–0, 6–3                                             |
| 2004 | Virginia Ruano Pascualová (3) Paola Suárezová (3)      | Martina Navrátilová Lisa Raymondová                  | 6–4, 6–1                                             |
| 2005 | Conchita Martínezová (2) Virginia Ruano Pascualová (4) | Iveta Benešová Květa Hrdličková                      | 6–1, 6–4                                             |
| 2006 | Lisa Raymondová (3) Samantha Stosurová                 | Virginia Ruano Pascualová Meghann Shaughnessyová     | 3–6, 6–1, 6–1                                        |
| 2007 | Jen C’ Čeng Ťie                                        | Pcheng Šuaj Sun Tchien-tchien                        | 7–5, 6–0                                             |
| 2008 | Katarina Srebotniková Ai Sugijamová                    | Edina Gallovitsová Olga Govorcovová                  | 6–2, 6–2                                             |
| 2009 | Bethanie Matteková-Sandsová Naděžda Petrovová          | Līga Dekmeijereová Patty Schnyderová                 | 6–7(5–7), 6–2, [11–9]                                |
| 2010 | Liezel Huberová Naděžda Petrovová (2)                  | Vania Kingová Michaëlla Krajiceková                  | 6–3, 6–4                                             |
| 2011 | Sania Mirzaová Jelena Vesninová                        | Bethanie Matteková-Sandsová Meghann Shaughnessyová   | 6–4, 6–4                                             |
| 2012 | Anastasija Pavljučenkovová Lucie Šafářová              | Anabel Medina Garriguesová Jaroslava Švedovová       | 5–7, 6–4, [10–6]                                     |
| 2013 | Kristina Mladenovicová Lucie Šafářová (2)              | Andrea Hlaváčková Liezel Huberová                    | 6–3, 7–6(8–6)                                        |
| 2014 | Anabel Medina Garriguesová Jaroslava Švedovová         | Čan Chao-čching Čan Jung-žan                         | 7–6(7–4), 6–2                                        |
| 2015 | Martina Hingisová (2) Sania Mirzaová (2)               | Casey Dellacquová Darija Juraková                    | 6–0, 6–4                                             |
| 2016 | Caroline Garciaová Kristina Mladenovicová (2)          | Bethanie Matteková-Sandsová Lucie Šafářová           | 6–2, 7–5                                             |
| 2017 | Bethanie Matteková-Sandsová (2) Lucie Šafářová (3)     | Lucie Hradecká Kateřina Siniaková                    | 6–1, 4–6, [10–7]                                     |
| 2018 | Alla Kudrjavcevová Katarina Srebotniková (2)           | Andreja Klepačová María José Martínez Sánchezová     | 6–3, 6–3                                             |
| 2019 | Anna-Lena Grönefeldová Alicja Rosolská                 | Irina Chromačovová Veronika Kuděrmetovová            | 7–6(9–7), 6–2                                        |
| 2020 | Charitativní exhibice týmů kvůli pandemii covidu-19.   | Charitativní exhibice týmů kvůli pandemii covidu-19. | Charitativní exhibice týmů kvůli pandemii covidu-19. |
| 2021 | Nicole Melicharová Demi Schuursová                     | Marie Bouzková Lucie Hradecká                        | 6–2, 6–4                                             |
| 2022 | Andreja Klepačová Magda Linetteová                     | Lucie Hradecká Sania Mirzaová                        | 6–2, 4–6, [10–7]                                     |
| 2023 | Danielle Collinsová Desirae Krawczyková                | Giuliana Olmosová Ena Šibaharaová                    | 0–6, 6–4, [14–12]                                    |
| 2024 | Ashlyn Kruegerová Sloane Stephensová                   | Ljudmyla Kičenoková Nadija Kičenoková                | 1–6, 6–3, [10–7]                                     |
| 2025 | Jeļena Ostapenková Erin Routliffeová                   | Caroline Dolehideová , Desirae Krawczyková           | 6–4, 6–2                                             |

## Galerie

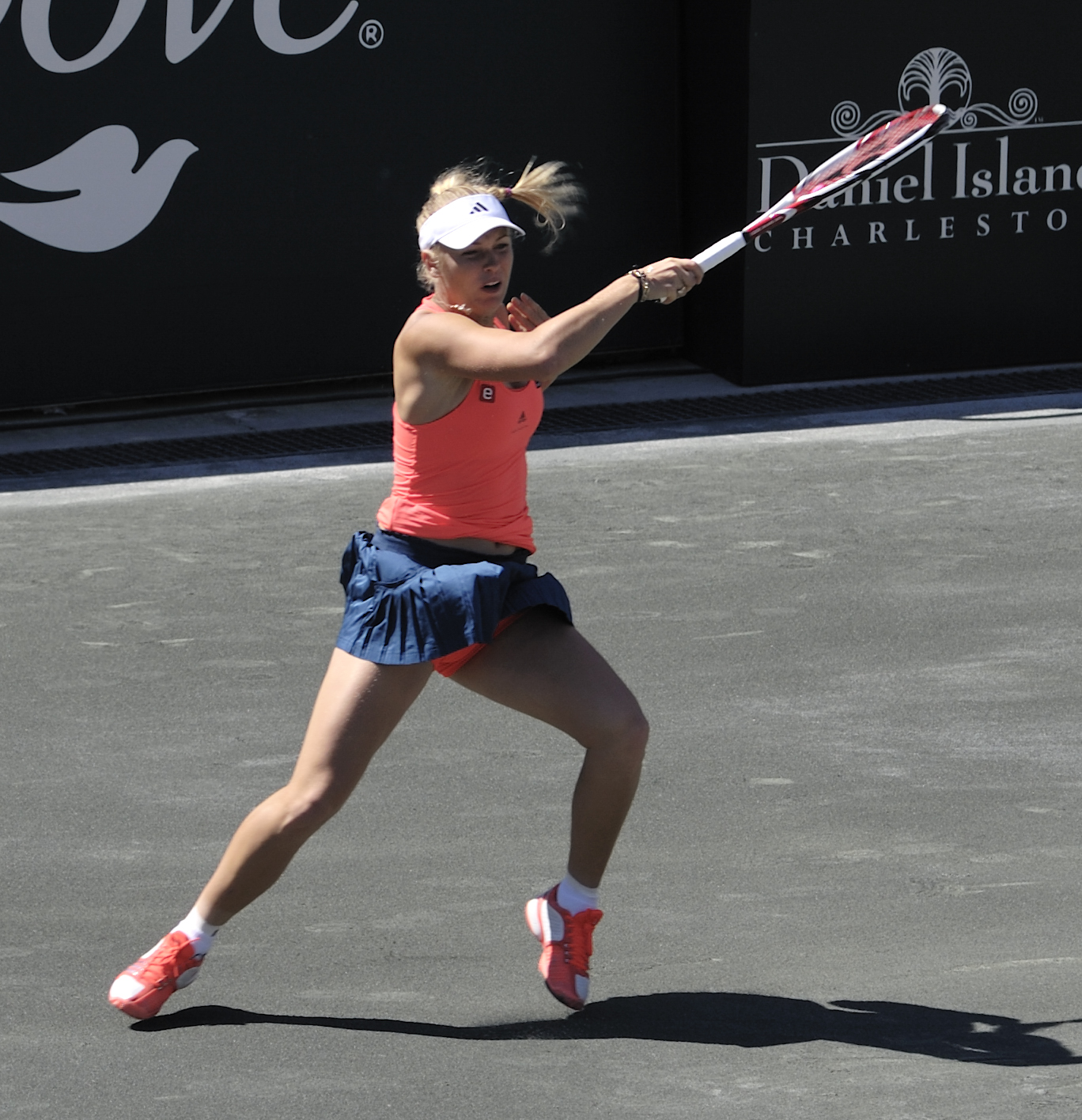
Caroline Wozniacká
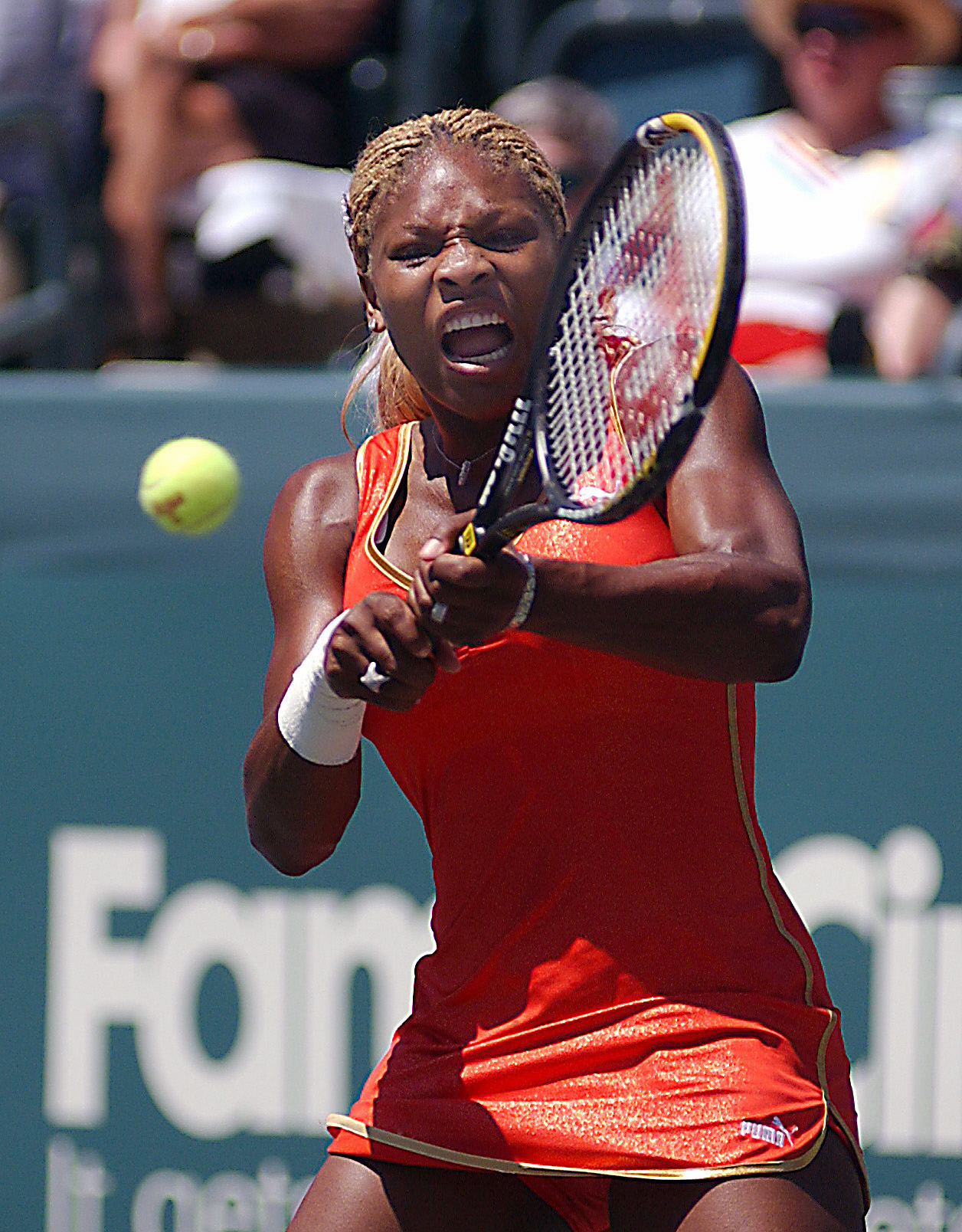
Serena Williamsová
Caroline Wozniacká
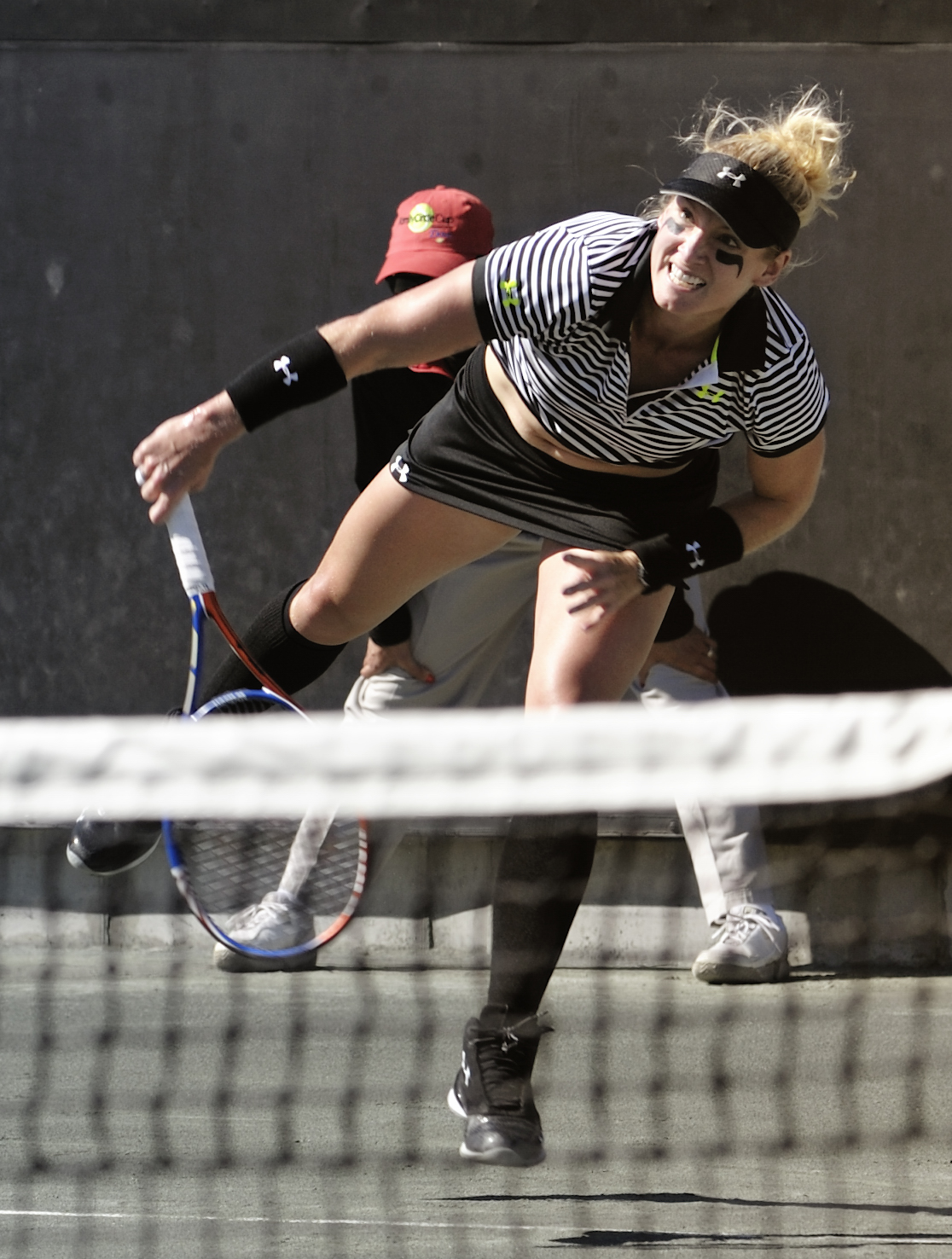
Bethanie Matteková-Sandsová
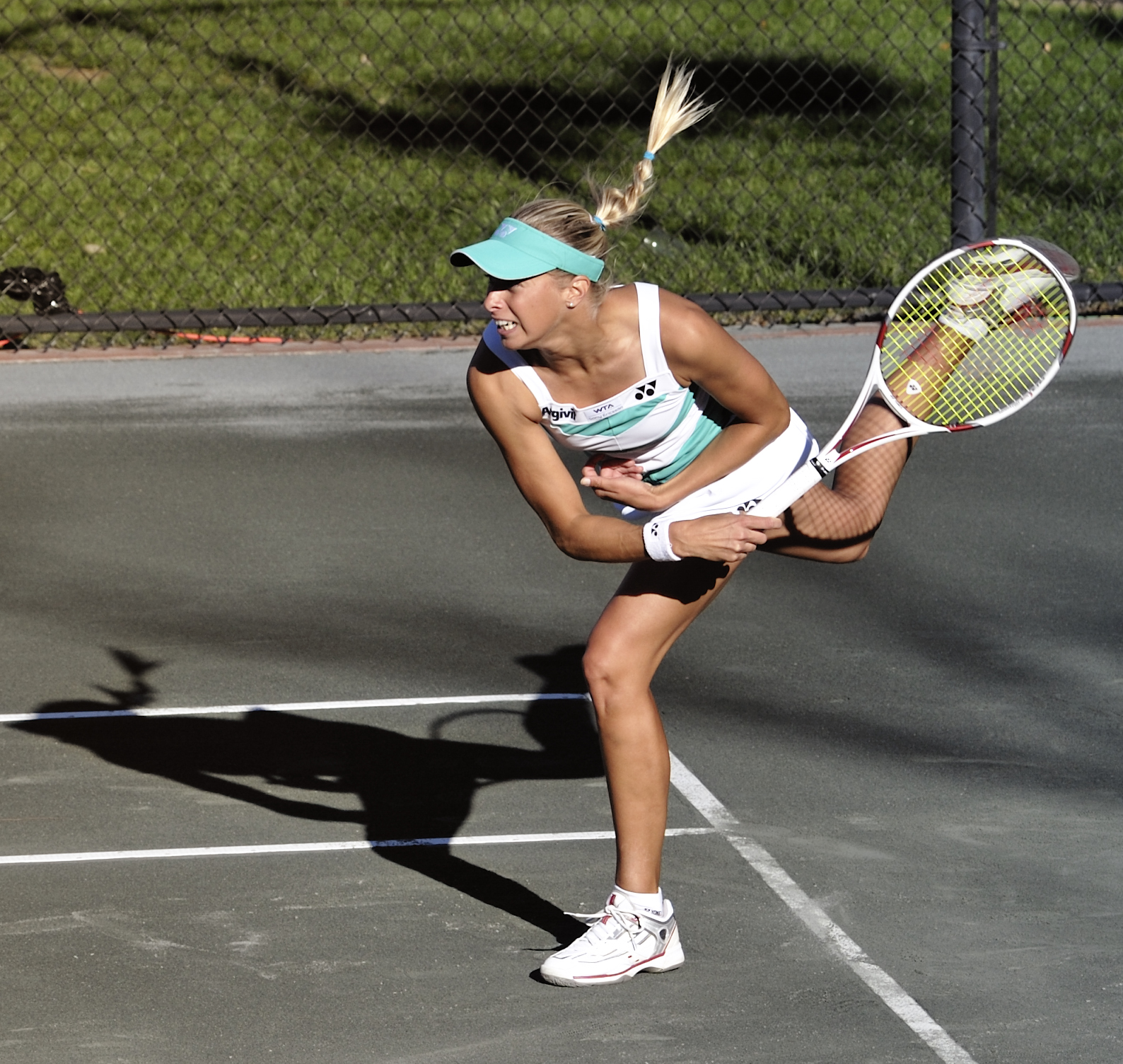
Andrea Hlaváčková
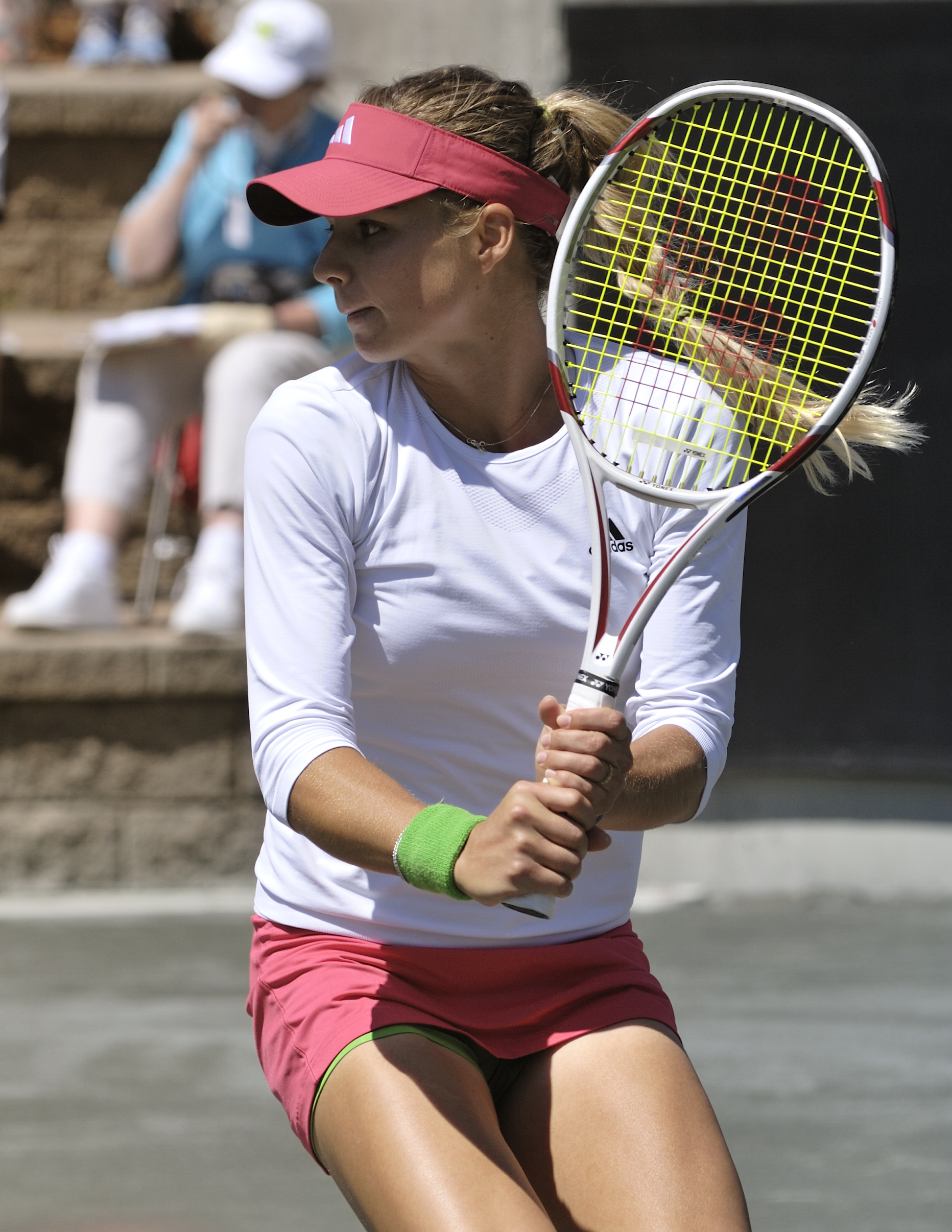
Maria Kirilenková